# Ủy ban Olympic Nga
Ủy ban Olympic Nga (mã IOC: RUS, tiếng Nga: Олимпийский комитет России (ОКР), đã Latinh hoá: Olimpiyskiy komitet Rossii (OKR); tên đầy đủ: Liên minh xã hội thống nhất toàn Nga "Ủy ban Olympic của Nga", tiếng Nga: Общероссийский союз общественных объединений «Олимпийский комитет России», đã Latinh hoá: Obshcherossiyskiy soyuz obshchestvennykh ob"yedineniy «Olimpiyskiy komitet Rossii») là Ủy ban Olympic quốc gia đại diện cho Nga.

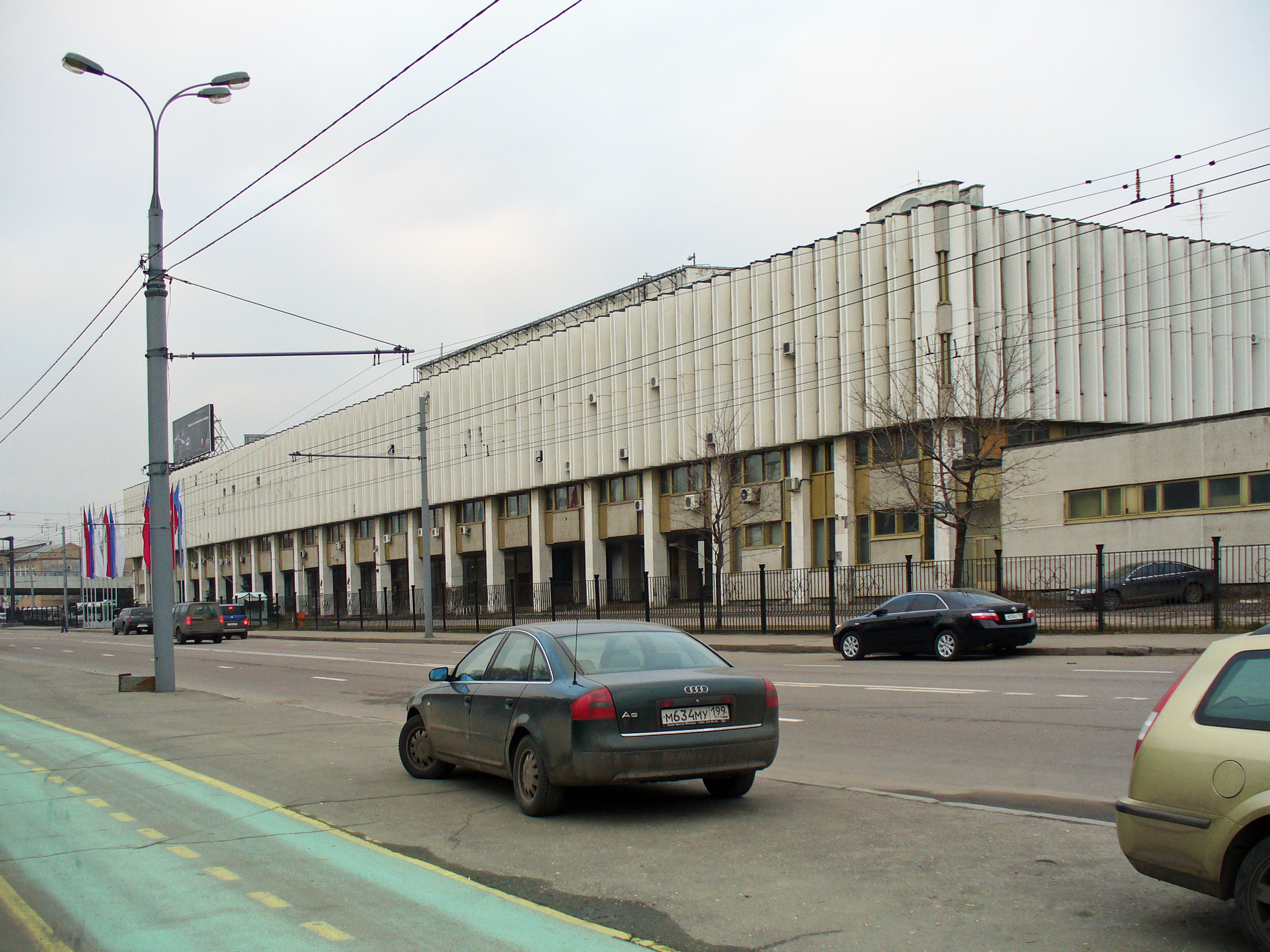
Trụ sở chính của ROC ở Moskva

## Lịch sử
Ủy ban Olympic Nga được thành lập vào năm 1911 bởi đại diện của các hiệp hội thể thao Nga tại một cuộc họp ở Sankt-Petersburg, trong khuôn viên của Hiệp hội Tiết kiệm nước Đế quốc Nga (số 50 phố Sadovaya), khi quy chế được thông qua và các thành viên của ủy ban được bầu.
Chủ tịch đầu tiên của Ủy ban Olympic Nga là Vyacheslav Sreznevsky.
Theo quyết định của Hội đồng lập hiến ngày 1 tháng 12 năm 1989, Ủy ban Olympic toàn Nga được thành lập như một tổ chức công độc lập. Vào ngày 13 tháng 8 năm 1992, nó chính thức được đặt tên là Ủy ban Olympic Nga (ROC). Ủy ban Olympic Quốc tế (IOC) đã nhận được sự công nhận cuối cùng và đầy đủ của ROC với tư cách là người kế nhiệm hợp pháp của Ủy ban Olympic Liên Xô (hay NOC USSR) tại Kỳ họp thứ 101 của IOC vào tháng 9 năm 1992.
Vào tháng 11 năm 2017, ROC đã ra mắt trang web mang tên "Team Russia" (Đội tuyển Nga) chuyên cung cấp tin tức về kết quả của các vận động viên Nga trong các sự kiện thể thao.

### 2017 đến nay
Vào ngày 5 tháng 12 năm 2017, Ủy ban Olympic Nga đã bị IOC đình chỉ vì tham gia vào một chương trình doping do nhà nước tài trợ.
Vào ngày 28 tháng 2 năm 2018, sau khi hoàn thành kiểm tra doping đối với các vận động viên Nga tham dự Thế vận hội mùa đông 2018, IOC đã khôi phục lại Ủy ban Olympic Nga, bất chấp hai cuộc kiểm tra chất cấm không thành công.
Vào ngày 9 tháng 12 năm 2019, Cơ quan phòng chống doping thế giới (WADA) đã cấm Nga tham gia tất cả các sự kiện thể thao quốc tế trong 4 năm sau khi phát hiện ra rằng dữ liệu do Cơ quan phòng chống doping Nga (RADA) cung cấp đã bị chính quyền Nga thao túng với mục đích bảo vệ các vận động viên tham gia chương trình doping do nhà nước tài trợ. Nga sau đó đã đệ đơn lên Tòa án Trọng tài Thể thao (CAS) để chống lại quyết định của WADA. Tòa án Trọng tài Thể thao sau khi xem xét kháng cáo của Nga đối với trường hợp của họ từ WADA, đã ra phán quyết vào ngày 17 tháng 12 năm 2020 để giảm hình phạt mà WADA đã đưa ra. Thay vì cấm Nga tham gia các sự kiện thể thao, phán quyết này cho phép Nga tham gia Thế vận hội và các sự kiện quốc tế khác, nhưng trong thời hạn hai năm (tức đến hết 2022), đội không được sử dụng tên, quốc kỳ hoặc quốc ca của Nga và phải thể hiện mình là "Vận động viên trung lập" hoặc "Đội trung lập". Phán quyết cho phép đồng phục của các vận động viên hiển thị từ "Nga" trên đó cũng như sử dụng màu cờ Nga trong thiết kế của đồng phục, mặc dù vậy tên phải có giá trị tương đương với tên gọi "Vận động viên/Đội trung lập". Nga có thể kháng cáo quyết định này.
Vào ngày 19 tháng 2 năm 2021, có thông báo rằng Nga sẽ thi đấu dưới tên viết tắt thay thế tạm thời là "ROC", được lấy theo tên của Ủy ban Olympic Nga (Russian Olympic Committee). Sau đó, IOC thông báo rằng quốc kỳ Nga sẽ được thay thế bằng lá cờ của Ủy ban Olympic Nga. Bộ đồng phục có dòng chữ "Ủy ban Olympic Nga", cũng sẽ được phép sử dụng, hoặc từ viết tắt "ROC" sẽ được thêm vào. Cái tên này từng gây xôn xao dư luận Đài Loan do trong quá khứ thì đoàn thể thao Đài Loan khi tham dự Thế vận hội cũng đã từng dùng tên viết tắt là "ROC", được lấy theo từ "Trung Hoa Dân Quốc" (Republic of China), ngày nay thì nó đã được đổi thành "TPE", hay đầy đủ là "Đài Bắc Trung Hoa" (Chinese Taipei).
Vào ngày 15 tháng 4 năm 2021, đồng phục dành cho các vận động viên của Ủy ban Olympic Nga đã được công bố, có các màu sắc của quốc kỳ Nga. Vào ngày 22 tháng 4 năm 2021, việc thay thế bài quốc ca của Nga đã được IOC chấp thuận, sau khi một lựa chọn trước đó là bài hát ái quốc thời chiến "Katyusha" bị từ chối. Thay vào đó một đoạn của bản Concerto số 1 của Pyotr Tchaikovsky đã được sử dụng như một quốc thiều tạm thời.

## Các đời chủ tịch

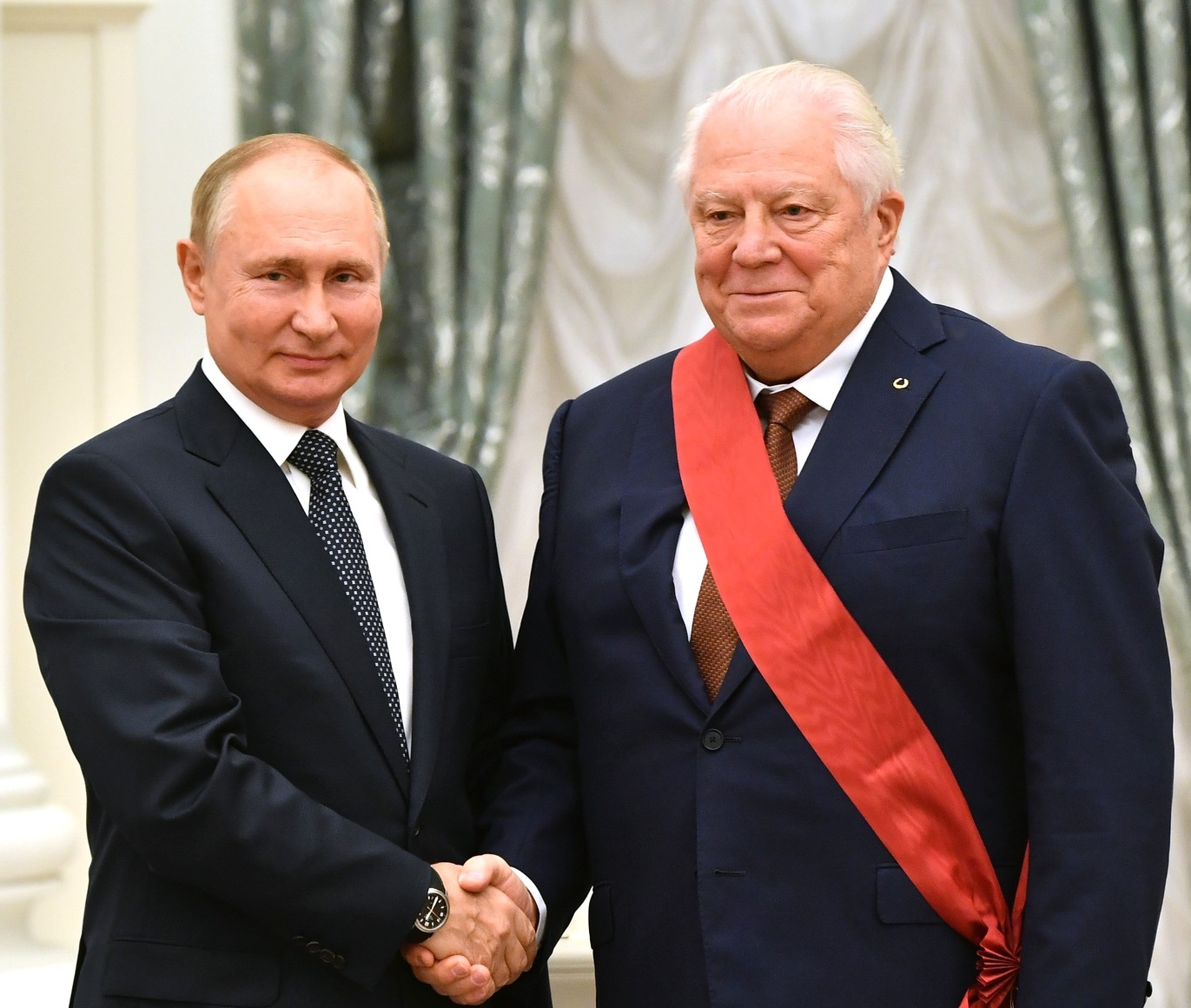
Vladimir Putin và Vitali Smirnov

| Chủ tịch              | Thời gian |
| --------------------- | --------- |
| Vyacheslav Sreznevsky | 1911–1918 |
| Vitali Smirnov        | 1992–2001 |
| Leonid Tyagachev      | 2001–2010 |
| Alexander Zhukov      | 2010–2018 |
| Stanislav Pozdnyakov  | 2018–nay  |

## Các vận động viên đại diện trong IOC
| Vận động viên     | Thời gian |
| ----------------- | --------- |
| Vitali Smirnov    | 1992–2015 |
| Alexander Popov   | 2000–2016 |
| Alexander Zhukov  | 2013–2018 |
| Shamil Tarpischev | 1994–nay  |
| Yelena Isinbayeva | 2016–nay  |

## Các liên đoàn thành viên
Các Liên đoàn Quốc gia Nga là tổ chức điều phối tất cả các khía cạnh của các môn thể thao cá nhân của họ. Họ có trách nhiệm đào tạo, thi đấu và phát triển các môn thể thao do mình quản lý. Hiện có 37 liên đoàn thể thao Olympic mùa hè và 12 liên đoàn thể thao Olympic mùa đông ở Nga, tất cả đều có trụ sở chính tại Moskva.
| Liên đoàn quốc gia                              | Mùa hè hoặc mùa đông |
| ----------------------------------------------- | -------------------- |
| Liên đoàn trượt tuyết và trượt tuyết Alpine Nga | Mùa đông             |
| Liên đoàn bắn cung Nga                          | Mùa hè               |
| Liên đoàn điền kinh toàn Nga                    | Mùa hè               |
| Liên đoàn cầu lông quốc gia Nga                 | Mùa hè               |
| Liên đoàn bóng chày Nga                         | Mùa hè               |
| Liên đoàn bóng rổ Nga                           | Mùa hè               |
| Liên minh trượt tuyết hành tiến Nga             | Mùa đông             |
| Liên đoàn xe trượt lòng máng Nga                | Mùa đông             |
| Liên đoàn quyền Anh Nga                         | Mùa hè               |
| Liên đoàn đua thuyền Nga                        | Mùa hè               |
| Liên đoàn leo núi Nga                           | Mùa hè               |
| Liên đoàn trượt tuyết băng đồng Nga             | Mùa đông             |
| Liên đoàn bi đá trên băng Nga                   | Mùa đông             |
| Liên đoàn xe đạp Nga                            | Mùa hè               |
| Liên đoàn lặn Nga                               | Mùa hè               |
| Liên đoàn cưỡi ngựa Nga                         | Mùa hè               |
| Liên đoàn đấu kiếm Nga                          | Mùa hè               |
| Liên đoàn khúc côn cầu Nga                      | Mùa hè               |
| Liên đoàn trượt băng nghệ thuật Nga             | Mùa đông             |
| Liên đoàn bóng đá Nga                           | Mùa hè               |
| Liên đoàn trượt tuyết tự do Nga                 | Mùa đông             |
| Liên đoàn thể dục nghệ thuật Nga                | Mùa hè               |
| Liên đoàn thể dục nhịp điệu Nga                 | Mùa hè               |
| Hiệp hội golf Nga                               | Mùa hè               |
| Liên đoàn bóng ném Nga                          | Mùa hè               |
| Liên đoàn khúc côn cầu trên băng Nga            | Mùa đông             |
| Liên đoàn Judo Nga                              | Mùa hè               |
| Liên đoàn Karate Nga                            | Mùa hè               |
| Liên bang trượt băng nằm ngửa Nga               | Mùa đông             |
| Liên đoàn năm môn phối hợp Nga                  | Mùa hè               |
| Liên đoàn chèo thuyền Nga                       | Mùa hè               |
| Liên đoàn bóng bầu dục Nga                      | Mùa hè               |
| Liên minh bắn súng Nga                          | Mùa hè               |
| Liên đoàn trượt băng Nga                        | Mùa đông             |
| Hiệp hội trượt tuyết Nga                        | Mùa đông             |
| Liên đoàn nhảy trượt tuyết kiểu Bắc Âu Nga      | Mùa đông             |
| Liên đoàn bóng mềm Nga                          | Mùa hè               |
| Liên đoàn bơi lội Nga                           | Mùa hè               |
| Liên đoàn bóng bàn Nga                          | Mùa hè               |
| Liên đoàn Taekwondo Nga                         | Mùa hè               |
| Liên đoàn quần vợt Nga                          | Mùa hè               |
| Liên đoàn nhảy bạt lò xo Nga                    | Mùa hè               |
| Liên đoàn ba môn phối hợp Nga                   | Mùa hè               |
| Liên đoàn bóng chuyền toàn Nga                  | Mùa hè               |
| Liên đoàn bóng nước Nga                         | Mùa hè               |
| Liên đoàn cử tạ Nga                             | Mùa hè               |
| Liên đoàn Slalom Whitewater của Nga             | Mùa hè               |
| Liên đoàn đấu vật Nga                           | Mùa hè               |
| Liên đoàn du thuyền Nga                         | Mùa hè               |